# Matrícula (fútbol belga)
Un número de matrícula en el fútbol belga es un número único que identifica a cada club de fútbol afiliado a la Real Asociación Belga de Fútbol. El sistema se introdujo el 18 de diciembre de 1926. Los clubes registrados en ese momento recibieron un número. Desde entonces, a cada nuevo club que se registra se le ha asignado un número de matrícula, en orden ascendente. El sistema de números matrícula es único y no se puede encontrar en otras federaciones de fútbol importantes.

## Historia
La Asociación de Fútbol Belga fue fundada como la entonces Union Belge des Sociétés de Sports Athlétiques en 1895, la primera competición oficial se celebró en la temporada 1895/96. El sistema de números matrícula se introdujo el 18 de diciembre de 1926, bajo el impulso del Secretario General Alfred Verdyck. La primera lista de números apareció en Sportleven el 21 de diciembre de 1926. A todos los 809 clubes que se fundaron antes de 1926 y todavía estaban activos se les asignó un número matrícula. Los números se asignaron en orden cronológico. La fecha en la que se fundó el club se utilizó como criterio para ello. El Royal Antwerp FC recibió la matrícula número 1. Aproximadamente 1070 clubes que fueron cancelados o fusionados antes de esta fecha nunca recibieron un número base. Algunos de estos clubes que se quedaron sin matrícula eran clubes que habían jugado en las máximas divisiones nacionales durante los primeros años de las competiciones oficiales, como Sporting Club de Bruxelles, Brugsche Football Club, Union FC d'Ixelles, Athletic and Running Club de Bruxelles, Association Sportive Anvers-Borgerhout.
Otro ejemplo son los clubes de Lieja. No hay otro club de la ciudad entre el Royal Football Club de Liège (matrícula n.º 4) y Standard Liège (matrícula n.º 16). Antes de 1902, año en el que se incorporó al Standard, decenas de otros clubes de Lieja ya estaban afiliados a la federación de fútbol, como Momy de Kinkempois, Stella du Val-Saint-Lambert, Liège Football Association y Sporting Club Liégeois. Sin embargo, estos clubes habían desaparecido en 1926.
A partir del 10 de julio de 1964, se modificó levemente el reglamento de la RABF con respecto a los números matrícula en las fusiones. Antes de 1964, ambos clubes que se fusionaban tenían que dar su antiguo número matrícula, luego al club fusionado se le daba un número matrícula completamente nuevo. Si esto no sucedía y el club de fusión continuaba jugando con uno de los viejos números matrícula, entonces no había una fusión regulatoria u oficial para la asociación de fútbol. A partir de 1964, el nuevo club de fusión debe hacerse cargo del número de matrícula de uno de los clubes existentes. El número matrícula del otro club caducará. En general, para el nuevo club de fusión, se elige el número base del club que juega más alto en la estructura de la liga.
Desde 2017, es posible recomprar números de matrícula antiguos si existe un vínculo fuerte entre el nuevo club y el número de matrícula anterior.

## Reglamento
El número de matrícula ha sido una parte esencial en la organización de campeonatos de la RABF desde 1926. Después de todo, es la única referencia para determinar la identidad exacta de un club, incluidos los equipos juveniles de un club. Por lo tanto, el número de la matrícula juega un papel notable en situaciones especiales, como eliminaciones o fusiones de clubes.
A lo largo de la historia de las ligas y clubes, la matrícula sigue siendo una referencia administrativa constante para el club. Un club puede cambiar de nombre varias veces, elegir diferentes colores de club o cambiar de ubicación, pero el club permanece registrado administrativamente de manera única con el mismo número de matrícula.
Cuando un club deja de existir y se elimina de los registros de la asociación de fútbol, el número matrícula del club también desaparece. Cuando dos clubes se fusionan, el nuevo club debe elegir el número matrícula de uno de los dos clubes bajo los cuales el club fusionado continuará operando. El otro número y los nombres de ambos clubes desaparecerán. 

## Prestigio
El número matrícula también es una forma de prestigio y se refiere a la historia del club. Por ejemplo, algunos clubes incluyen el número de matrícula en el escudo de su club como por ejemplo el Royal Antwerp o el KAA Gent, a veces, se usa en el nombre de las revistas del club, los comedores del club y las peñas.
Los clubes más antiguos tienen un número matrícula bajo. Por ejemplo, los clubes fundados a principios del siglo XX (o antes) suelen tener un número matrícula más bajo que los clubes fundados más tarde. Sin embargo, el número matrícula no es una buena medida para determinar la edad exacta de un club. Ejemplo: KSC Menen (fundado en 1902, número de matrícula 56) tiene un número de base más alto que RAEC Mons (fundado en 1910, número de matrícula 44). Esto se debe a que los números matrícula se asignan en orden de afiliación con la RABF. RAEC Mons se incorporó el 17 de junio de 1910. KSC Menen lo hizo sólo dos años después, el 4 de enero de 1912. Los cambios de nombre y las fusiones también han causado a menudo confusión sobre la edad de un club.

## Lista de primeros números de registro
La siguiente lista presenta los 100 primeros números de matrícula. Los nombres que se dan a continuación son los que se utilizan en la actualidad (o el último vigente antes de la desaparición del club en cuestión). También debe tenerse en cuenta que este principio de registro se aplica a los orígenes no solo a los clubes, sino también a las agrupaciones de clubes (más a menudo llamadas “Entente”), de la misma región y/o localidad.
1. Royal Antwerp FC (Amberes)
2. Daring Club de Bruxelles (Bruselas) desaparecido
3. Club Brugge (Brujas)
4. RFC Liège (Lieja)
5. Royal Leopold FC (Bruselas)
6. KFC Rhodienne-De Hoek (Rhode-Saint-Genèse), anteriormente R. Racing CB
7. KAA Gent (Gante)
8. RCS Vervietois (Verviers) desaparecido
9. R Dolhain FC (Dolhain)
10. Royale Union Saint-Gilloise (Saint-Gilles, Bruselas)
11. KRC Gent (Gante) anteriormente RC de Gand y RRC Heirnis Gand
12. Cercle Brugge (Brujas)
13. Beerschot VA (Amberes), anteriormente Beerschot VAC (1899-1999)
14. RAF Franchimontois (Theux)
15. Royal Uccle Sport (Uccle) desaparecido
16. Standard de Liège (Lieja)
17. RFC Sérésien (Seraing) desaparecido
18. K Stade Leuven (Lovaina) desaparecido
19. KV Kortrijk (Courtrai)
20. Royal Excelsior Sport's Club (Bruselas), anteriormente Excelsior SC de Bruxelles (desapareció en el fútbol, pero aún existe en atletismo)
21. R Tilleur FC (Tilleur) desaparecido
22. Royal Sporting Charleroi (Charleroi)
23. RFC Sérésien (Seraing) (1998-2014) - desaparecido, anteriormente RFC Bressoux (1901-1992) y Seraing RUL (1992-1998)
24. Racing Mechelen (Malinas)
25. KV Mechelen (Malinas)
26. RFC Tournai (Tournai) anteriormente RUS Tournaisienne (1902-2002)
27. Union Metropolitain Antwerpen (Amberes) (1907-1931) desaparecido
28. Berchem Sport (Berchem, Amberes)
29. Racing Club Anvers-Deurne (Amberes) (1907-1931) desaparecido
30. K Lierse SK (Lier) (1906-2018) desaparecido
31. KV Oostende (Oostende) anteriormente KVG Oostende (1904-1981)
32. Herve FC (Herve)
33. Racing Club Star Verviers (Verviers), anteriormente Royal Star Fléron FC (Fléron), Fléron FC (1908-2002)
34. SRU Verviers (Verviers) (1907-2010) desaparecido
35. RSC Anderlecht (Anderlecht, Bruselas)
36. RRC Tournai (Tournai) (1908-2002) desaparecido
37. KSC Hasselt (Hasselt) (1964-2001) desaparecido, anteriormente Excelsior FC Hasselt (1908-1964)
38. KSK Ronse (Ronse), anteriormente AS Renaisienne y ASSA Ronse (1906-1987)
39. KFC Borght-Humbeek (Humbeek), anteriormente Humbeek FC (Humbeek) (1907-2017)
40. RUS Gold Star Liège (Lieja) anteriormente Union Sportive de Liège (1908-1953)
41. KFC Diest (Diest), anteriormente KTH Diest (1988-2006) y FC Diest (1909-1988)
42. Ixelles SC (Elsene, Bruselas)
43. Cappellen FC (Cappellen)
44. RAEC Mons (Mons) (1910-2015) desaparecido
45. Rust-Roest Brujas (Brujas) desaparecido
46. RFC Renaisien (Ronse) (1908-1987) desaparecido
47. RWDM (Molenbeek-Saint-Jean, Bruselas) (1973-2002) desaparecido, anteriormente White Star AC y Racing White ( Sint-Lambrechts-Woluwe )
48. KSC Blankenberge (Blankenberge), anteriormente KSV Blankenberge (1907-2000)
49. Vilvoorde FC (Vilvoorde), (1911-2011) desaparecido
50. Union Scolaire Saint-Gilloise (Saint-Gilles) (1911-1968) disuelta
51. RCS La Forestoise (Forest, Bruselas)
52. Lyra-Lierse Berlaar (Berlaar y Lier) anteriormente Koninklijke Lyra (desde 2017) y Koninklijke Lyra TSV (hasta 1972)
53. AS Oostende (Oostende) (1911-1981) - desaparecido
54. KSK Tongeren (Tongeren), anteriormente CS Tongrois y Tongerse Sportvereniging Cerclen, anteriormente de CS Union Welkenraedt-Herbestal
55. KVV Crossing Elewijt (Zemst), anteriormente Crossing FC Ganshoren, RCC Molenbeek y RCC de Schaerbeek
56. SC Toekomst Menen (Menen), anteriormente KSC Menen
57. KAV Dendermonde (Dendermonde)
58. Boom FC (Boom)
59. FC Hemiksem (Hemiksem)
60. Spa FC (Spa)
61. Association Saint-Gilloise (Saint-Gillis, Bruselas)
62. Anderlecht FC (Anderlecht, Bruselas)
63. Dison Sport (Dison)
64. Tubantia Borgerhout (Borgerhout)
65. Hasseltse VV (Hasselt)
66. Scaldis SC (Amberes)
67. RFC Athois (Aat)
68. Oude God Sport (Mortsel)
69. Gosselies Sports (Charleroi - Gosselies)
70. RUS Quiévrain (Quiévrain)
71. Patria FC Tongeren (Tongeren)
72. DC Antoing (Antoing)
73. Tongersche SV Cercle (Tongeren)
74. RFC Croatia Wandre (Lieja-Wandre)
75. RCS Brainois (Eigenbrakel)
76. RFC Huy (Huy), anteriormente Union Hutoise
77. RRFC Montegnée (Saint-Nicolas)
78. CS du Crédit Communial de Bruxelles (Bruselas)
79. Royal Wavre Limal (Limal), anteriormente Wavre Sports
80. KSV Veurne (Veurne)
81. KSV Oudenaarde (Oudenaarde)
82. FC Herstal (Herstal), anteriormente AS Herstalienne
83. RCS Saint-Josse (Sint-Joost-ten-Node)
84. KRC Borgerhout (Amberes-Borgerhout)
85. KVC Willebroek-Meerhof (Willebroek), anteriormente Willebroekse SV
86. Fearless FC Ensival-Wegnez (Pepinster)
87. KSK Halle (Halle), anteriormente Union Halloise
88. Koninklijk Sportverbond Antwerpens Handel (KSAH) (Amberes)
89. Royale Union Hodimontoise FC (Verviers - Hodimont)
90. SC Eendracht Aalst (Aalst), anteriormente VC Eendracht Aalst 2002 y KSC Eendracht Aalst
91. Société Sportive Malmedy 1912 (Malmedy)
92. FC Eupen 1920 (Eupen)
93. RAA Louviéroise (La Louvière)
94. RAAL La Louvière (La Louvière), anteriormente RACS Couillet, Football Couillet-La Louvière, FC Charleroi y RC Charleroi-Couillet-Fleurus
95. RFC Wetteren (Wetteren), anteriormente RRC Wetteren-Kwatrecht y RRC Wetteren
96. KSV Antwerpen (Amberes)
97. KFC Herentals (Herentals)
98. US Silencieuse Liégeoise (Lieja)
99. RUS Fleurusienne (Fleurus)
100. KVK Westhoek (Ypres), anteriormente KVCS Ieper y KVK Ieper